# Де Вито, Люси
Лю́си Чет Де Ви́то (англ. Lucy Chet DeVito, род. 11 марта 1983, Нью-Йорк, Нью-Йорк) — американская актриса. Дочь Дэнни Де Вито и Реи Перлман.

## Ранняя жизнь
Де Вито родилась в Нью-Йорке в актёрской семье Дэнни Де Вито и Реи Перлман. Она выросла в Лос-Анджелесе, штат Калифорния, вместе со своей сестрой Грейс (род. 1985) и братом Джейкобом (род. 1987). Её отец является католиком итальянского происхождения, а мать — еврейкой. Окончила Брауновский университет.

## Карьера
В 2008 году Де Вито исполнила роль Анны Франк в постановке пьесы «Анна Франк» на театральном фестивале «Интиман» в Сиэтле, штат Вашингтон. Её самой заметной ролью в кино стала мисс Гринштейн в фильме «Травка» 2009 года.

## Частичная фильмография
| Год       |   | Русское название              | Оригинальное название             | Роль                          |
| --------- | - | ----------------------------- | --------------------------------- | ----------------------------- |
| 2005      | ф | Эта революция                 | This Revolution                   | неизвестно                    |
| 2006      | с | Крамбс                        | Crumbs                            | кассир                        |
| 2006—2007 | с | В Филадельфии всегда солнечно | It's Always Sunny in Philadelphia | Дженни / официантка / женщина |
| 2007      | ф | Спокойной ночи                | The Good Night                    | неизвестно                    |
| 2007      | с | Грязь                         | Dirt                              | Линда                         |
| 2007      | ф | Сын нобелевского лауреата     | Nobel Son                         | Ванда                         |
| 2008      | ф | Тихая маленькая свадьба       | A Quiet Little Marriage           | Сильвия                       |
| 2009      | ф | Травка                        | Leaves of Grass                   | мисс Гринштейн                |
| 2010—2012 | с | Мелисса и Джоуи               | Melissa & Joey                    | Стефани Краузе                |
| 2012      | ф | Лунатики                      | Sleepwalk with Me                 | Хилари                        |
| 2014—2016 | с | Бездельник                    | DeadBeat                          | Сью Табернакль                |
| 2019      | ф | Джуманджи: Новый уровень      | Jumanji: The Next Level           | девица                        |
| 2019      | с | Бесстыжие                     | Shameless                         | Йоланда                       |